# الندوة الدولية حول الأساليب النظرية الجماعية في الفيزياء
الندوة الدولية حول الأساليب النظرية الجماعية في الفيزياء هي مؤتمر أكاديمي مخصص لتطبيقات نظرية المجموعة في الفيزياء. تأسست في عام 1972 من قبل هنري باكري وألويسيو جانر. وتستضيف ندوة كل سنتين. وتقود لجنة دائمة الندوة الدولية حول الأساليب النظرية الجماعية في الفيزياء والتي تساعد على اختيار الفائزين بالجائزتين الرئيسيتين اللتين قدمتا في المؤتمر: ميدالية ويجنر وجائزة ويل.

## ميدالية ويغنر
ميدالية Wigner هي جائزة مصممة «لتكريم المساهمات البارزة في فهم الفيزياء من خلال نظرية المجموعة». يتم إدارة ميدالية ويغنر من قبل مؤسسة نظرية المجموعة والفيزياء الأساسية، وهي منظمة مدعومة من الجمهور.
التبرعات معفاة من الضرائب كما هو منصوصٌ عليه في أحكام القسم 170 من قانون الإيرادات الداخلية ، وهو قانون فيدرالي للولايات المتحدة.
تم تقديم الجائزة لأول مرة في عام 1978 إلى يوجين فيجنر ، وتم منحها لأول مرة في المؤتمر التكاملي حول نظرية المجموعة والفيزياء الرياضية.

## قائمة المؤتمرات
| رقم المؤتمر      | السنة | الموقع            | الفائزون بميدالية ويغنر        | الإجراءات                            |
| ---------------- | ----- | ----------------- | ------------------------------ | ------------------------------------ |
| الأول            | 1972  | مرسيليا           | -                              |                                      |
| الثاني           | 1973  | نايميخن           | -                              | جامعة نيميغن                         |
| الثالث           | 1974  | مرسيليا           | -                              | جامعة نيميغن                         |
| الرابع           | 1975  | نايميخن           | -                              | سبرينغر                              |
| الخامس           | 1976  | مونتريال          | -                              | الصحافة الأكاديمية                   |
| السادس           | 1977  | توبينغن           | -                              | سبرينغر                              |
| السابع           | 1978  | أوستن (تكساس)     | يوجين ويغنر و فالنتاين بارغمان | سبرينغر                              |
| الثامن           | 1979  | كريات أنافيم      | -                              | آدم هيلجر (بريستول، المملكة المتحدة) |
| التاسع           | 1980  | كوكويوك           | إسرائيل غيلفاند                | سبرينغر                              |
| العاشر           | 1981  | كانتربيري         | -                              |                                      |
| الحادي عشر       | 1982  | إسطنبول           | لويس ميشيل                     | سبرينغر                              |
| الثاني عشر       | 1983  | ترييستي           | -                              | سبرينغر                              |
| الثالث عشر       | 1984  | ماريلند           | يوفال نئمان                    | وورلد ساينتفيك (سنغافورة)            |
| الرابع عشر       | 1985  | سول               | -                              |                                      |
| الخامس عشر       | 1986  | فيلادلفيا         | فيسا غورسي                     |                                      |
| السادس عشر       | 1987  | فارنا             | -                              | سبرينغر                              |
| السابع عشر       | 1988  | مونتريال          | إسادور سينغر                   |                                      |
| الثامن عشر       | 1990  | موسكو             | فرانشيسكو ياتشيلو              | سبرينغر                              |
| التاسع عشر       | 1992  | شلمنقة            | يوليوس فيس وبرونو زومينو       |                                      |
| العشرون          | 1994  | تويوناكا          | -                              | وورلد ساينتفيك                       |
| الحادي والعشرون  | 1996  | غوسلار            | فيكتور كاك وروبرت مودي         |                                      |
| الثاني والعشرون  | 1998  | هوبارت            | ماركوس موشينسكي                |                                      |
| الثالث والعشرون  | 2000  | دوبنا             | لوكلاين أوريفيرتاي             |                                      |
| الرابع والعشرون  | 2002  | باريس             | هاري جينوت ليبكين              | مجموعة النشر CRC Press               |
| الخامس والعشرون  | 2004  | كوكويوك           | إردال إينونو                   | مجموعة النشر CRC Press               |
| السادس والعشرون  | 2006  | نيويورك           | سوسومو أوكوبو                  |                                      |
| السابع والعشرون  | 2008  | يريفان            | -                              |                                      |
| الثامن والعشرون  | 2010  | نيوكاسل أبون تاين | ميتشيو جيمبو                   | معهد نشر الفيزياء (IOP)              |
| التاسع والعشرون  | 2012  | تيانجين           | سي ألدن ميد                    | وورلد ساينتفيك                       |
| الثلاثون         | 2014  | غنت               | جوشوا زاك                      | معهد نشر الفيزياء (IOP)              |
| الحادي والثلاثون | 2016  | ريو دي جانيرو     | بيرترام كوستانت                | سبرينغر                              |
| الثاني والثلاثون | 2018  | براغ              | بافيل وينترنيتز                | معهد نشر الفيزياء (IOP)              |

## روابط خارجية
- الصفحة الرئيسية للندوة الدولية حول الأساليب النظرية الجماعية في الفيزياء
- الصفحة الرئيسية لميدالية ويغنر